# Meroloba suturalis
Meroloba suturalis är en skalbaggsart som beskrevs av Snellen Van Vollenhoven 1858. Meroloba suturalis ingår i släktet Meroloba och familjen Cetoniidae. Utöver nominatformen finns också underarten M. s. quadrilineata.